# Landschaftsschutzgebiet „Park des Rittergutes Groß Vahlberg“ und „Der Schönebusch“

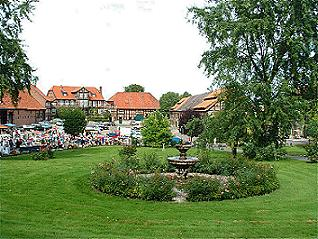
Rittergut Groß Vahlberg, im Vordergrund ein steinerner Brunnen

Das Landschaftsschutzgebiet „Park des Rittergutes Groß Vahlberg“ und „Der Schönebusch“ (CDDA-Nr. 323623; 1974; 5,1 ha) besteht aus zwei räumlich getrennten Arealen, einem Park und einem kleinen Wald namens Schönebusch, am südwestlichen Rand des niedersächsischen Dorfs Groß Vahlberg, etwa 14 Kilometer östlich von Wolfenbüttel. Dem Park ordnet die Deutsche Stiftung Denkmalschutz eine hohe regionale Bedeutung zu, „da er ein nahezu vollkommen überkommener Vertreter für ländliche Landschaftsgärten des 19. Jahrhunderts darstellt“.

## Park

### Geschichte
Der Park und das Herrenhaus wurden um 1798 bis 1803 von Ludwig Friederich von Münchhausen (1796–1827) angelegt, ein Verwandter des berühmten Lügenbarons Karl Friedrich Hieronymus von Münchhausen (1720–1797). Das Rittergut geht auf einen alten Rittersitz derer von Weferling zurück. Als die männliche Linie im 17. Jahrhundert ausstarb, fiel das Lehen an die Herzöge von Braunschweig zurück. Von den Herzögen erwarb es Albrecht Edmond von Münchhausen (1729–1797) für 52.000 Reichstaler im Jahr 1774. Dieser Adelige derer von Münchhausen gehört der weißen Linie an. Sein Sohn Ludwig Friedrich von Münchhausen (1758–1827) ließ das Herrenhaus zu einer Sommerresidenz erbauen und legte den dazugehörigen Landschaftspark an. Das Rittergut erbte sein Sohn Heyno von Münchhausen (1802–1879). 1835 vergrößerte er den Park und legte den großen Teich und Aussichtshügel an. Er ließ auch den Bachverlauf gestalten und baute darüber auch Brücken. Es entstanden Quellgrotten, Felsformationen und der nördlich gelegene große Teich. Nach seinem Tod übernahm sein Sohn Ludolph (1836–1882) das Rittergut. Er starb drei Jahre später und das Eigentum ging auf seinen jüngeren Bruder Heyno von Münchhausen (1849–1918) über. Nach 1892 war das Herrenhaus nicht mehr dauerhaft bewohnt.
Ab dem Jahr 1918 wurde das Rittergut durch Ludolf-Heyno Freiherr von Münchhausen (1891–1926) bewirtschaftet.
Während des Zweiten Weltkriegs wohnten Kriegsgefangene und danach Flüchtlinge im Herrenhaus. Nach dem Zweiten Weltkrieg bewirtschaftete Adalbert-Hubertus Freiherr von Münchhausen (1918–1988) das Rittergut. Er ließ die Parkbäume etikettieren und kümmerte sich um den verwahrlosten Park. Nachdem er gestorben war, übernahm sein Sohn, Freiherr Rembert von Münchhausen Gut und Park.
2010 wurde vom Landschaftsarchitekten Kai-Uwe Grahmann ein Parkpflegewerk erstellt. Mit dieser denkmalpflegerischen Maßnahme sollen die Gehölzstrukturen, Wege und wasserbaulichen Anlagen gepflegt und der Park nach und nach wieder in den alten Zustand versetzt werden sollen. Finanziert wird diese Maßnahme durch denkmalpflegerische Institutionen und Stiftungen, die sich historisch bedeutsamen Parks widmen.
Im Jahr 2017 fand im Park des Rittergutes das fünfte Festival der Veranstaltungsreihe „Jazz im Park“ statt, eine jährlich in einem anderen Park im Raum Braunschweig stattfindende Veranstaltung der Braunschweigischen Landschaft und der Stiftung Braunschweigischer Kulturbesitz.

### Parkanlage
Das Landschaftsschutzgebiet ist am nördlichen Rand des Höhenzugs Asse gelegen. Es wurde im Jahr 1974 als Schutzgebiet ausgewiesen.
In dem Park wachsen große Bäume und Gebüsche. Das Parkgebiet liegt in einem Taleinschnitt, der ein starkes Gefälle aufweist. In den Park haben sich kleine Bäche eingegraben. Der ursprüngliche große Teich ist verlandet und lediglich als Rasenfläche erkennbar. Ein kleiner Teich am Südende des Parks ist vorhanden. Wege führen durch den Park und einzelne hölzerne Brücken über die Bachläufe. Es gibt einen Aussichtshügel. Insgesamt wird die Parkanlage als romantisch angelegt bezeichnet.
Das Parkgelände kann mit Voranmeldung beim Eigentümer betreten werden.

## Schönebusch

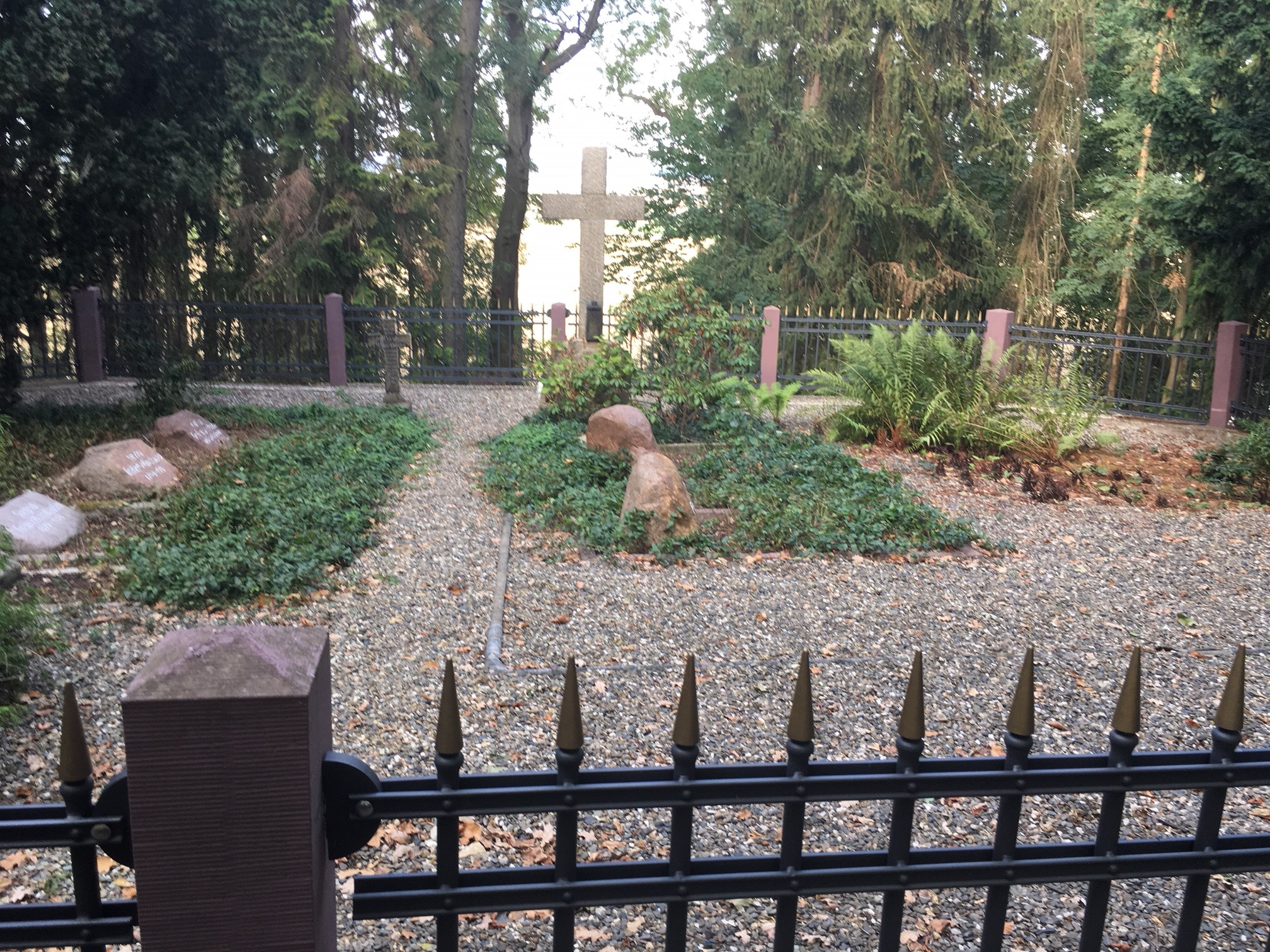
Gedenkstätte derer von Münchhausen im Schönebusch

Das bewaldete Landschaftsschutzgebiet Schönebusch (Position) liegt etwa 400 Meter westlich des Ritterguts Groß Vahlberg. Am Ende der südwestlichen Parkgrenze führt ein Weg zu dem kleinen Waldgebiet, der mit einer Schranke für Fahrzeuge gesperrt ist. Der Schönebusch fällt stark in Richtung Norden.
In dem kleinen Wäldchen befindet sich die Gedenkstätte derer von Münchhausen.
Um ein relativ ebenes Gedenkstättegelände zu schaffen, wurde die Stätte im Westen, Norden und Osten von Natursteinmauern eingefasst und anschließend verfüllt. Die Gedenkstätte ist umlaufend umzäunt. Sie wurde 1918 angelegt und 2016 restauriert. Im Rahmen der Maßnahmen wurde der stabile Metallzaun neu hergestellt und einzelne Posten aus Wesersandstein neu geschaffen. Die Grabinschriften sind in Findlinge eingeschlagen und weiß ausgemalt. Hinter dem Kreuz aus Wurmberg-Granit (siehe Bildmitte) öffnet sich eine Sichtachse in Richtung Norden, die einen Blick in die Landschaft ermöglicht.